# مجمع‌الفرس
فرهنگ مجمع‌الفرس در سال ۱۰۰۸ ق. توسط محمد قاسم بن حاج محمد کاشانی (متخلص به سروری) با مطالعهٔ ۱۶ نسخه از فرهنگ‌های گوناگون فارسی- عربی (و برعکس) و حذف واژه‌های عربی و افزودن شواهد شعری از شعرهای بزرگان شعر فارسی به نام شاه عباس اول صفوی تنوشته شده است.
نویسنده در سال ۱۰۲۸ ق با دیدن چند فرهنگ دیگر نوشته خود را ویرایش و تکمیل‌تر کرده است که در سه جلد در اوایل دههٔ ۴۰ در تهران به چاپ رسیده‌اند.